# Ла-Русьєр
Ла-Русьє́р (фр. La Roussière) — колишній муніципалітет у Франції, у регіоні Нормандія, департамент Ер. Населення — 219 осіб (2011).
Муніципалітет був розташований на відстані близько 130 км на захід від Парижа, 70 км на південний захід від Руана, 45 км на захід від Евре.

## Історія
До 2015 року муніципалітет перебував у складі регіону Верхня Нормандія. Від 1 січня 2016 року належав до нового об'єднаного регіону Нормандія.
1 січня 2016 року Ла-Русьєр, Ажу, Ла-Барр-ан-Уш, Боменій, Боск-Рену-ан-Уш, Епіне, Жизе-ла-Кудр, Гутьєр, Граншен, Жонкре-де-Ліве, Ландперез, Сент-Обен-де-Е, Сент-Обен-ле-Гішар, Сент-Маргерит-ан-Уш, Сен-П'єрр-дю-Меній i Тевре було об'єднано в новий муніципалітет Мені-ан-Уш.

## Демографія
Динаміка населення (INSEE ):
Розподіл населення за віком та статтю (2006):
| Стать | Всього | До 15 років | 15-24 | 25-44 | 45-64 | 65-85 | Понад 85 |
| --- | ------ | ----------- | ----- | ----- | ----- | ----- | -------- |
| Чоловіки | 88     | 20          | 4     | 32    | 24    | 8     | 0        |
| Жінки | 96     | 20          | 16    | 24    | 16    | 20    | 0        |
| \| Статево-вікова піраміда \| Статево-вікова піраміда \| Статево-вікова піраміда \| \| ----------------------- \| ----------------------- \| ----------------------- \| \| Чоловіки \| Вік \| Жінки \| \| 0 \| 85 + \| 0 \| \| 4 \| 80-84 \| 12 \| \| 0 \| 75-79 \| 0 \| \| 0 \| 70-74 \| 4 \| \| 4 \| 65-69 \| 4 \| \| 0 \| 60-64 \| 0 \| \| 8 \| 55-59 \| 4 \| \| 16 \| 50-54 \| 4 \| \| 0 \| 45-49 \| 8 \| \| 8 \| 40-44 \| 12 \| \| 12 \| 35-39 \| 4 \| \| 4 \| 30-34 \| 8 \| \| 8 \| 25-29 \| 0 \| \| 0 \| 20-24 \| 8 \| \| 4 \| 15-20 \| 8 \| \| 8 \| 10-14 \| 8 \| \| 8 \| 5-9 \| 8 \| \| 4 \| 0-4 \| 4 \| |        |             |       |       |       |       |          |
| Статево-вікова піраміда |        |             |       |       |       |       |          |
| Чоловіки | Вік    | Жінки       |       |       |       |       |          |
| 0 | 85 +   | 0           |       |       |       |       |          |
| 4 | 80-84  | 12          |       |       |       |       |          |
| 0 | 75-79  | 0           |       |       |       |       |          |
| 0 | 70-74  | 4           |       |       |       |       |          |
| 4 | 65-69  | 4           |       |       |       |       |          |
| 0 | 60-64  | 0           |       |       |       |       |          |
| 8 | 55-59  | 4           |       |       |       |       |          |
| 16 | 50-54  | 4           |       |       |       |       |          |
| 0 | 45-49  | 8           |       |       |       |       |          |
| 8 | 40-44  | 12          |       |       |       |       |          |
| 12 | 35-39  | 4           |       |       |       |       |          |
| 4 | 30-34  | 8           |       |       |       |       |          |
| 8 | 25-29  | 0           |       |       |       |       |          |
| 0 | 20-24  | 8           |       |       |       |       |          |
| 4 | 15-20  | 8           |       |       |       |       |          |
| 8 | 10-14  | 8           |       |       |       |       |          |
| 8 | 5-9    | 8           |       |       |       |       |          |
| 4 | 0-4    | 4           |       |       |       |       |          |

## Економіка
2010 року серед 132 осіб працездатного віку (15—64 років) 101 була активною, 31 — неактивною (показник активності 76,5%, у 1999 році було 73,5%). З 101 активної мешканців працювали 93 особи (50 чоловіків та 43 жінки), безробітними було 8 (5 чоловіків та 3 жінки). Серед 31 неактивної 9 осіб було учнями чи студентами, 10 — пенсіонерами, 12 були неактивними з інших причин.

У 2010 році в муніципалітеті числилось 89 оподаткованих домогосподарств, у яких проживали 223,0 особи, медіана доходів виносила 16 884 євро на одного особоспоживача